# Неновский, Нено
Нено Колев Неновски (16 марта 1934, Велико-Тырново — 14 мая 2004, София) — болгарский юрист, профессор философии и теории права, член-корреспондент Болгарской академии наук, член Конституционного суда Болгарии. Отец болгарского экономиста профессора Николая Неновского.

## Биография
В 1959 году окончил юридический факультет Софийского Государственного Университета «Св. Климент Охридски». Был прокурором в городах Велико-Тырново и Горна-Оряховица с 1959 г. по 1962 г. Затем учился в университетах Нанси и Страсбурга.
В 1966—1970 — аспирант Московского государственного университета им. М. В. Ломоносова.
В 1962—1975 — преподаватель, старший преподаватель юридического факультета Софийского государственного университета.
С 1990 года — профессор Института государства и права Болгарской Академии наук.
В 1989—1991 — заместитель директора Института государства и права Болгарской Академии наук.
В 1991—1994 — член Конституционного Суда Болгарии.
В 1995—1997 — заместитель Председателя Совета по вопросам законодательства в 37-м Национальном собрании.
В 2001—2002 — заместитель председателя Консультативного совета по вопросам законодательства 39-го Национального собрания.

## Преподавательская деятельность
Нено Неновски занимался преподавательской деятельностью с 1965 года.
На юридическом факультете Софийского Университета преподавал:
- История политических и правовых учений (1965—1987)
- Теория государства и права (1984—1990)
- Права человека (1994—2000).

В Новом болгарском университете http:
- Общая теория права (1996—2002)
- Конституционное правосудие (1996—2002).

На факультете журналистики Софийского университета:
- Основы государства и права

## Научная деятельность
Автор более 150 научных публикаций, включая монографии, учебники по конституционному праву, в том числе по теории государства и права, конституционному правосудию, историй правовых учений

В 1990—1995 — Член редколлегии журнала «Правовая мысль»

В 1995—1999 — главный редактор журнала «Правовая мысль».

В 1999—2002 — Главный редактор журнала «Юридический мир»

Автор известной книги Единство и взаимодействие государства и права. Пер. с болг. В. М. Сафронова. Под ред. и со вступит. ст. С. С. Алексеева. М., Прогресс, 1982, 151 с. (С предисл. автора к руск. изд., с. 15-20.)